# Phytobia bifistula
Phytobia bifistula este o specie de muște din genul Phytobia, familia Agromyzidae, descrisă de Mitsuhiro Sasakawa în anul 2004. Conform Catalogue of Life specia Phytobia bifistula nu are subspecii cunoscute.